# Vicente García Riestra
Vicente García Riestra   (La Pola Siero, 20 de gener de 1925 - Perigús, 9 de maig de 2019) va ser un activista antifeixista asturià. Durant la Guerra Civil espanyola i després de l'assassinat del seu pare i el seu germà per part de les tropes franquistes va fugir a Barcelona i posteriorment a França. Allà va col·laborar amb la resistència francesa, motiu pel qual va ser detingut i deportat al Camp de concentració de Buchenwald, on va ser presoner durant un any i mig.
A causa del seu exili se li va retirar la nacionalitat i després de la mort de Franco es va negar a realitzar els tràmits per a tornar-la a tenir, ja que defensava que no havia de demanar una cosa que era seva. Va rebre diversos honors, especialment a la seva Astúries natal, i l'escriptor Xuan Santori va recollir la seva biografia en el llibre 42.553: Depués de Buchenwald. També va ser condecorat amb la Legió d'Honor de França.
En el moment de la seva mort era el darrer supervivent espanyol del Camp de concentració de Buchenwald.